# Dewas
Dewas é uma cidade e uma corporação municipal no distrito de Dewas, no estado indiano de Madhya Pradesh.

## Geografia
Dewas está localizada a 22° 58′ N, 76° 04′ L. Tem uma altitude média de 598 metros (1961 pés).

## Demografia
Segundo o censo de 2001, Dewas tinha uma população de 230 658 habitantes. Os indivíduos do sexo masculino constituem 52% da população e os do sexo feminino 48%. Dewas tem uma taxa de literacia de 69%, superior à média nacional de 59,5%: a literacia no sexo masculino é de 77% e a literacia feminina de 61%. Em Dewas, 15% da população está abaixo dos 6 anos de idade.